# مقاطعة أولدهام (كنتاكي)
مقاطعة أولدهام (بالإنجليزية: Oldham County)‏ هي إحدى المقاطعات في ولاية كنتاكي في الولايات المتحدة الأمريكية.

## أعلام
- ريتشارد تايلور جاكوب
- ديفيد أوسبورن
- توماس الكسندر هاريس